# Levhart jávský
Levhart jávský (Panthera pardus melas) je kriticky ohrožený poddruh levharta skvrnitého. Ve volné přírodě žije pouze na ostrově Jáva v Indonésii v počtu 100–250 jedinců. Patří k menším levhartím subspeciím a je zbarvený více do oranžova než ostatní. Velmi často se u něj vyskytuje melanismus neboli černá barva srsti. Živí se rozličnými živočichy malé až střední velikosti, jeho nejoblíbenější kořistí je muntžak sundský. Někteří vědci ho zařazují jako samostatný druh levharta pod binomickým označením Panthera melas.

## Popis, taxonomie

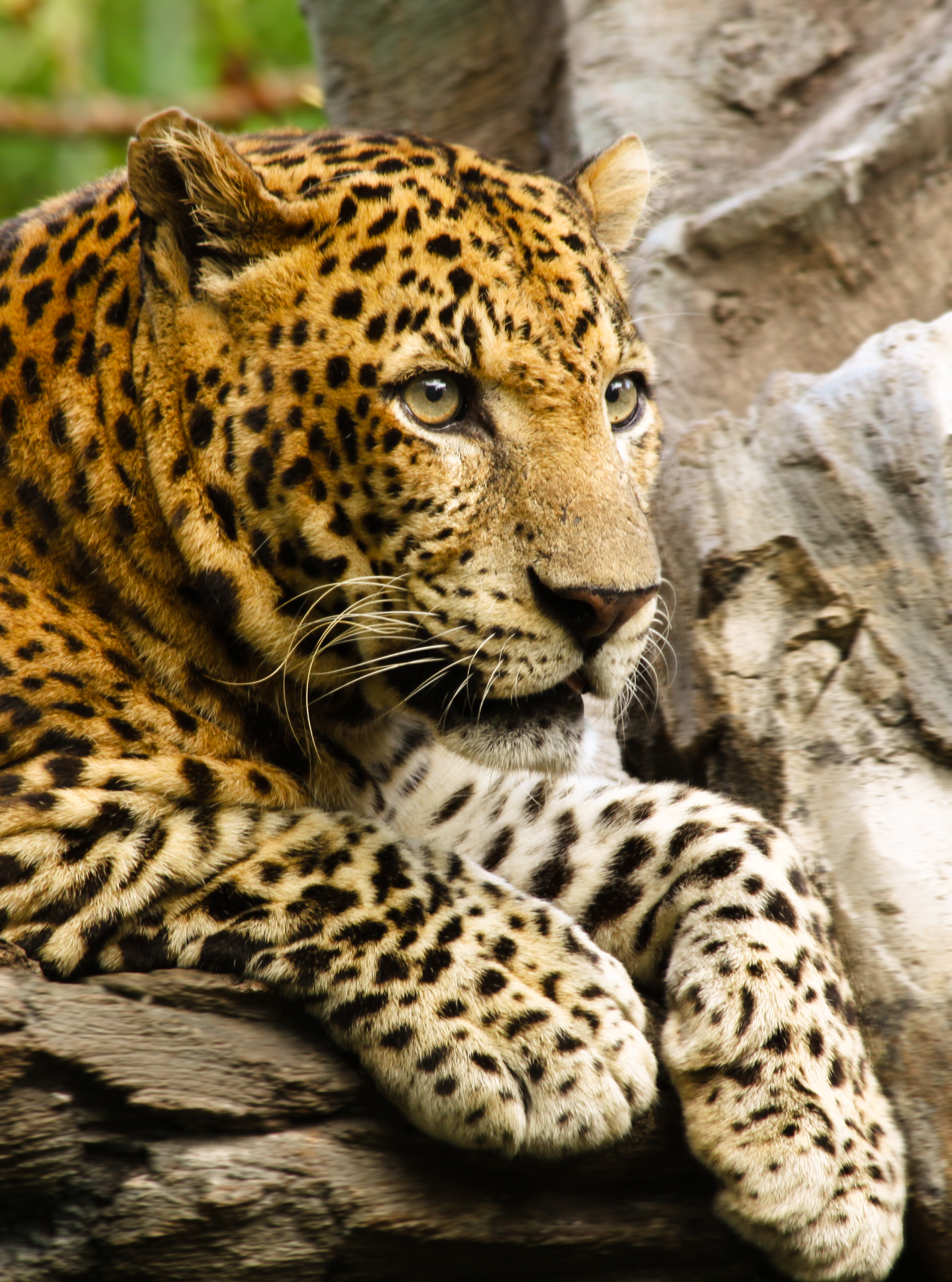
Detail levharta jávského

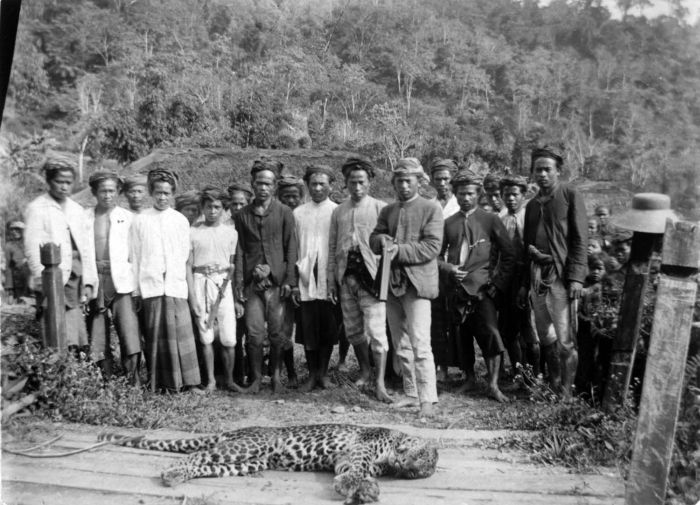
Skupina jávských domorodců u zabitého levharta, snímek z roku 1886.

Levhart jávský patří k menším poddruhům levharta. Váha se pohybuje od 30 kg (samice) do 50 kg (samci). Zbarvení má podobné ostatním levhartům, má však kratší srst, hustěji rozmístěné rozety a barvu více dočervena. Podstatně častěji se u něj projevuje melanismus než u ostatních poddruhů. Černě zbarvení jedinci jsou běžní a mnohokrát pozorovaní, což naznačuje i trinomické jméno (melas = starořecky „černý“).
Jávský levhart je sice veden jako poddruh levharta skvrnitého, ale zkoumání lebek a mitochondriální DNA prokázalo, že je dosti odlišný od ostatních forem a poddruhů a někteří vědci ho považují za samostatný druh. Toto taxonomické řazení však není obecně přijímáno. K oddělení poddruhu od ostatní asijské populace došlo zhruba na rozhraní spodního a středního pleistocénu, asi před 800 000 lety. Levhart se na Jávu, Sumatru a Borneo dostal díky pevninskému mostu v době ledové. Ze Sumatry a Bornea však vymizel, zřejmě kvůli konkurenci jiných šelem a nízké hustotě kopytníků.

## Rozšíření, biotop
Levhart jávský žije pouze na ostrově Jáva. Jelikož je ostrov přelidněn, životní prostředí levharta se velmi fragmentovalo. V současnosti se vyskytuje hlavně v Národním parku Gunung Gede Pangrango, Mount Halimun-Salak NP, Ujung Kulon NP (západní Jáva), Meru Betiri NP (východní Jáva), několik jedinců žije též v Ceremai NP, Merbabu NP, Merapi NP, Bromo Tengger Semeru NP, Meru Betiri NP, Baluran NP a Alas Purwo NP. Celková plocha výskytu je 2 267,9 – 3 277,3 km². Jeho oblíbeným biotopem je tropický deštný les, ale je schopen existovat i v horských oblastech, sušších opadavých lesích na východě ostrova a savanách.

## Život
Levhart se živí pestrou škálou živočichů. Počínaje drobnými hlodavci a netopýry a konče jeleny muntžaky. Jeho oblíbenou kořistí je muntžak sundský. Dále loví několik druhů opic (makaka jávského, hulmana stříbrného a občas i gibona stříbrného), divoká prasata, kančila jávského, luskouna ostrovního a oviječe skvrnitého. Poblíž lidských sídel napadá i domácí zvířata – psy, kozy a slepice. Jeho způsob lovu je stejný jako u ostatních levhartů – vyčkávání v úkrytu nebo tiché přiblížení, přepad ze zálohy, krátké pronásledování (je-li nutné), zardoušení kořisti. V případě, že cítí potřebu, odnáší si úlovek do bezpečí, např. do hustého podrostu. Jeho hlavní potravní konkurent a nepřítel (kromě člověka) byl tygr jávský, který je však od 80. let 20. století vyhubený.
Podle studie, která mapovala chování a aktivitu levhartů v NP Mount Halimun-Salak, jsou levharti aktivní převážně krátce po poledni a večer. Naopak dopoledne mezi 8–12 hodinou většinou někde odpočívají.

## Ohrožení, snaha o záchranu

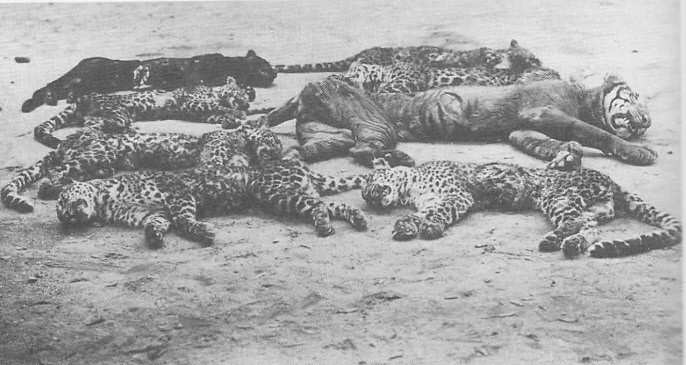
Levharti a jeden tygr zabití během rituální slavnosti Rampok (Rampokan) macan v Kediri na přelomu 19. a 20. století.

Levharti byli lidmi pronásledováni od pradávna. Kromě ochrany dobytka a lovu trofejí, bylo důvodem i zahrnutí levhartů do královského obětního ceremoniálu Rampok macan. V něm byli spolu s tygry zabíjeni kopiníky, což mělo znamenat symbolické očištění království od chaosu.
V současnosti přežívá v přírodě jen mezi 100–250 dospělými jedinci (stav k roku 2008), přičemž ještě v roce 1992 to bylo 350–700.
Levharty ohrožuje především obrovský nárůst lidské populace na ostrově a s tím spojené zmenšování životního prostředí pro divoká zvířata. Vinu za ubývající populaci nese i pytláctví. Šelma je sice přizpůsobivá a dokáže žít v lidské blízkosti, ale potřebuje k tomu přece jen do určité míry zachovalou divočinu. Navíc se lidé cítí ohroženi přítomností takto velké kočky, neboť ta je schopna zabíjet střední a malá domácí zvířata a v krajním případě dokáže být hrozbou i pro lidi. Místní lidé často tyto vzácné šelmy tráví.
Jediné, co může levharta zachránit, je přísná ochrana. Je potřeba přinejmenším zachovat současný rozsah národních parků a snažit se je propojit biokoridory, aby nedošlo k příbuzenskému křížení a tím i k degradaci genové kvality. Dále je potřeba provádět mezi místními obyvateli důslednou osvětu a zároveň jim nahrazovat případné škody způsobené touto šelmou. Zoologické zahrady v Berlíně a v Praze jsou jediná místa mimo Indonésii, kde jsou tyto šelmy oficiálně chovány v zajetí. Zde odchovaní jedinci mohou za jistých okolností přispět ke zkvalitnění genofondu divoké populace.

### Reference

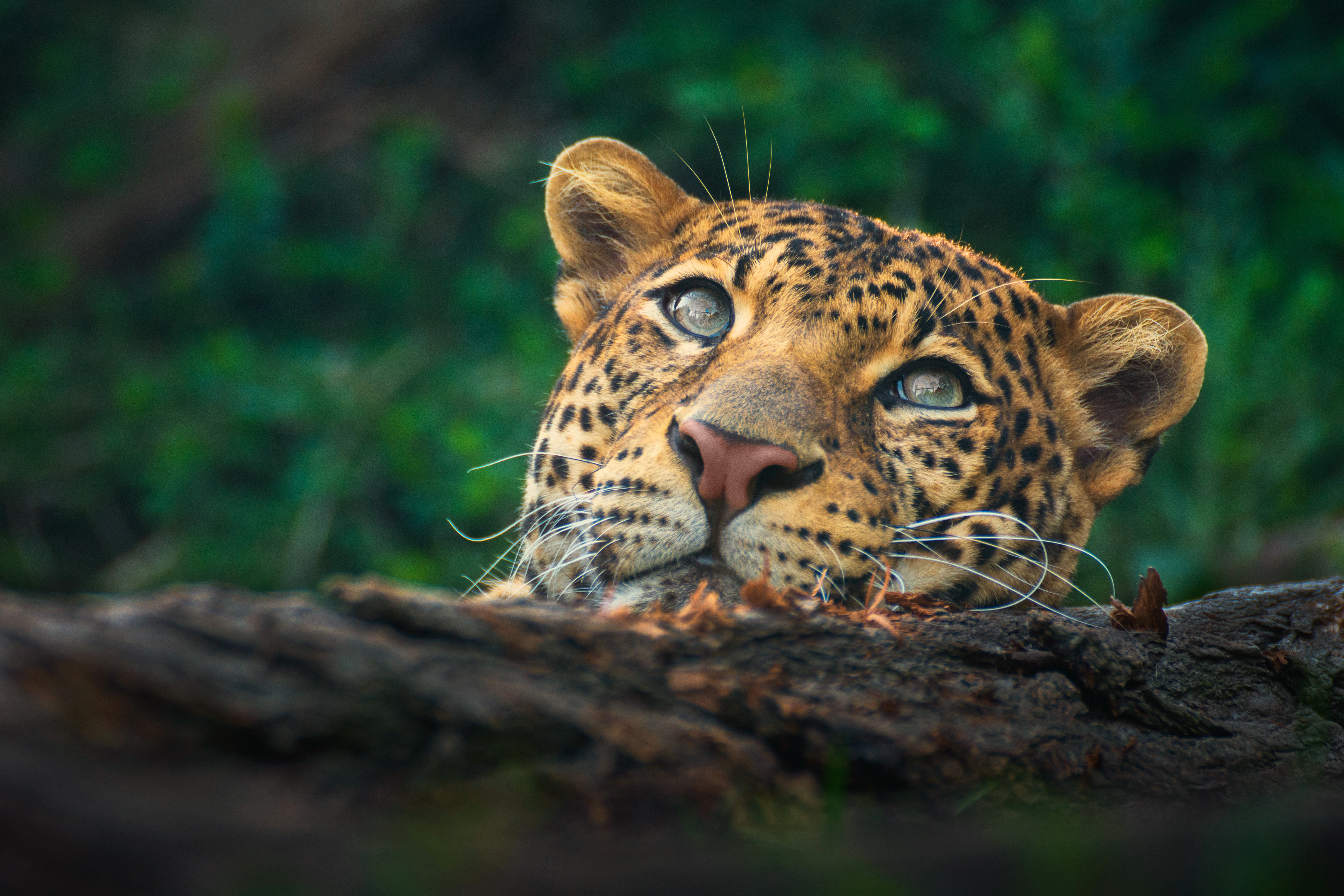
Levhart jávský v pražské zoo